# История и эволюция понятия преступления в России
История и эволюция понятия преступления в России охватывает период с Древней Руси и до настоящего времени.

## Дореволюционное законодательство
Древнерусские памятники законодательства (до XVIII века) не дают определения преступления
«Русская Правда» трактует преступление как причиняющее вред определённому человеку, его личности и имуществу. Отсюда и термин для обозначения преступления — «обида». В княжеских уставах можно найти и более широкое понимание преступления, охватывающее и некоторые формальные составы. Это — заимствование из византийского канонического права.
В Псковской судной грамоте даётся расширенное понятие преступления. По сравнению с «Русской Правдой» заметна эволюция дефиниции преступления. Теперь преступлением считаются любые деяния, запрещённые уголовной нормой, хотя бы они и не причинили непосредственного ущерба конкретному лицу (например, преступления, направленные против суда).
В Литовском Статуте и других памятниках права Западной Руси понятие права определялось по-разному. В одних случаях оно рассматривалось как «выступ» из права, то есть нарушение норм права, общественно опасное деяние. В другом же случае оно рассматривалось как причинение вреда потерпевшему — «шкода», «кривда», «гвалт». При этом под нарушением норм права понималось нарушение как закона, так и обычных норм права.
Развитие уголовного права в период централизации и образования единого русского государства связано главным образом с изданием Судебника 1497 г. Судебник трактовал понятие преступления отлично от Русской Правды, но в целом тождественно Псковской судной грамоте. Под преступлением понимались всякие действия, которые так или иначе угрожали государству или господствующему классу в целом и поэтому запрещались законом. В отличие от Псковской судной грамоты, Судебник даёт термин для обозначения преступления. Оно теперь именуется «лихое дело». Соборное Уложение 1649 года в целом трактовало понятие преступления так же.
Первое определение преступления даётся в Артикуле воинском Петра I. Он даёт современный термин для обозначения уголовного правонарушения — «преступление». Заметно развивается учение о составе преступления, предусматривается разграничение преступлений по признаку субъективной стороны: преступления делятся на умышленные, неосторожные и случайные деяния. Преступление определялось как «вражеские и предосудительные против персоны его величества или его войск, а также государства, людей или интереса государственного деяния».
Уложение о наказаниях уголовных и исправительных 1845 г. представляло по форме и содержанию консервативный правовой акт, при этом не полностью кодифицированный. По своей сущности оно противоречило в целом либеральным реформам, проводимым в 70-х годах.
Преступление определяется Уложением в ст. 1 как «всякое нарушение закона, через которое посягается на неприкосновенность прав верховной и установленных ею властей, или же на права или безопасность общества или частных лиц». Проступок в ст. 2 определяется как «нарушение правил, предписанных для охранения определённых законами прав и общественной или же личной безопасности или пользы». Статья 4 (в редакции 1866 и 1885 г.) также говорит, что «преступлением или проступком признаётся как самое противозаконное деяние, так и неисполнение того, что под страхом наказания уголовного или исправительного законом предписано».
Таким образом, преступление определялось по признаку противоправности, а также по признаку опасности деяния для общества либо частных лиц. Социальное (материальное) содержание преступления раскрывалось путём перечисления перечня объектов посягательства — права верховной власти либо установленных ей властей, а также частных лиц. Можно заметить, что этот приём перешёл без изменений от Артикула воинского Петра I.
Определение преступления по признаку противоправности является традиционным для русского права. По свидетельству отечественных правоведов, ещё при Петре I формализм определения преступления доводился до абсолюта: основным признаком преступления признавалось непослушание субъектом царских предписаний. Независимо от размера вреда, наносимого преступлением (и от существования такого вреда вообще) запрещённое деяние являлось преступлением.
Мнения русских учёных XIX века разделялись по поводу определения понятия преступления, но в любом случае они шли дальше формальных определений, характерных для уголовного законодательства того времени. Современники критиковали дефиницию преступления, даваемую уголовным правом того времени, за излишнюю формальность. Уже тогда теоретики отмечали отсутствие материальных признаков в составе определения преступления, намного опередив своё время.
Н. С. Таганцев определял преступление как «деяние, посягающее на юридическую норму в её реальном бытии, деяние, посягающее на охраняемый юридической нормой интерес». Таким образом, он отходил от строго формального определения противоправности деяния, признаваемого преступлением, но обращал внимание на то, что важно посягательство на жизненный интерес, на общественные отношения, охраняемые нормой, то есть, по сути, давал первое в отечественной правовой доктрине определение преступления как общественно опасного деяния. А. Ф. Кистяковский возражал ему, указывая на то, что определение преступления, как, говоря современным языком, общественно опасного деяния («посягательство на неприкосновенность права и безопасность общества»), вызовет «запутанность» в практическом применении уголовного закона.
В. Спасович давал формальное определение понятия преступления, тождественное понятиям, которые давались учёными европейских стран. Он определял его как «деяние, запрещённое законом под страхом наказания». Таким образом, он признавал правовую доктрину, господствующую в то время.
Уложение о наказаниях уголовных и исправительных было крайне консервативным, и поэтому вскоре после его принятия началась работа по его доработке, продлившаяся 22 года, но в итоге прогрессивное Уложение 1903 г., разработанное под руководством Н. С. Таганцева на смену Уложению 1845 года, так и не вступило в силу полностью.

## Советское законодательство
После Октябрьской революции 1917 г. перед советскими учёными-правоведами встала трудная задача — создание нового, социалистического законодательства. Царское право объявлялось действующим до создания аналогичных норм советского права, которые смогли бы регулировать соответствующие общественные отношения с точки зрения новой идеологии.
Весьма важным законодательным актом, обобщившим двухлетнюю практику нормотворчества по уголовному праву советскими учёными, стали принятые в декабре 1919 г. Руководящие начала по уголовному праву РСФСР. В этом законодательном акте впервые в постреволюционной практике было дано определение преступления.
В статье 5 этого акта определялось: «преступление есть нарушение порядка общественных отношений, охраняемого уголовным законом». Пункт 6 развивал эту дефиницию: «преступление есть действие или бездействие, опасное для данной системы общественных отношений, вызывает необходимость борьбы государства с совершившими такие действия или допустившими такое бездействие лицами (преступниками)». Таким образом, уже в первом определении советского периода были указаны необходимые признаки преступления: общественная опасность («для данной системы общественных отношений»), а также противоправность действия либо бездействия. Несмотря на краткость этого определения, в нём впервые давалось обобщённое определение преступления с указанием на его наиболее существенный материальный признак — общественную опасность.
После принятия Руководящих начал началась трудная, кропотливая работа по созданию и кодификации нового, постреволюционного уголовного законодательства. Результатом этих действий явилось принятие в 1922 году Уголовного кодекса РСФСР, вступившего в силу в 1922 году.
Особенностью нового, социалистического Уголовного кодекса явилось раскрытие материальной, социальной сущности преступления. Задачей документа открыто провозглашалась «правовая защита государства трудящихся от преступлений и общественно опасных элементов» (ст. 5). Преступлением в ст. 6 признавалось «всякое общественно опасное действие или бездействие, угрожающее основам советского строя и правопорядку, установленному рабоче-крестьянской властью на переходный к коммунистическому строю период времени».
Признак противоправности, характерный для более ранних уголовных законов, не упоминался, так как статья 10 предусматривала применение закона по аналогии («в случае отсутствия в Уголовном кодексе прямых указаний на отдельные виды преступлений, наказания или меры социальной защиты применяются согласно статьям Уголовного кодекса, предусматривающим наиболее сходные по важности и роду преступления, с соблюдением правил Общей части сего Кодекса»). Таким образом, Уголовный кодекс РСФСР 1922 года предлагал материальное определение преступления.
Несомненными преимуществами явилось упоминание в дефиниции преступления общественной опасности, а также социальной природы преступления. Это было явным шагом вперёд в развитии материального определения преступления.
После образования Союза Советских Социалистических Республик и принятия Конституции СССР началось создание общесоюзного уголовного законодательства. Результатом этой работы явилось принятие в 1924 г. Основных начал уголовного законодательства Союза ССР и союзных республик. Республиканские уголовные кодексы подлежали отдельному принятию и приведению в соответствие с Основными началами. Новый Уголовный кодекс 1926 г. признал себя преемником УК РСФСР 1922 года, что было отражено в его названии: «Уголовный кодекс РСФСР в редакции 1926 года».
Преступление УК 1926 года именовал «общественно — опасным деянием» и давал в ст. 6 следующее его определение: «Общественно — опасным признается всякое действие или бездействие, направленное против Советского строя или нарушающее правопорядок, установленный Рабоче — Крестьянской властью на переходный к коммунистическому строю период времени». При этом примечание к той же статье давало ограничение данного понятия по признаку значительности: «Не является преступлением действие, которое хотя формально и подпадает под признаки какой-либо статьи Особенной части настоящего Кодекса, но в силу явной малозначительности и отсутствия вредных последствий лишено характера общественно — опасного».
Кодекс 1926 г. в несколько упрощённой форме сохранил норму об аналогии («Если то или иное общественно — опасное действие прямо не предусмотрено настоящим Кодексом, то основание и пределы ответственности за него определяются применительно к тем статьям Кодекса, которые предусматривают наиболее сходные по роду преступления»), несмотря на ожесточённые споры учёных по этому поводу и выступления большинства из них против сохранения института аналогии в советском уголовном праве.
В 1958 году были приняты Основы уголовного законодательства Союза ССР и союзных республик, а в 60-х годах — уголовные кодексы республик, в том числе и Уголовный кодекс РСФСР 1960 года. Такое совершенствование правовой базы ознаменовало существенный шаг по пути укрепления законности и правопорядка и уточнило ряд формулировок прежнего законодательства.
В ст. 7 Основ давалось следующее определение преступления: «Преступлением признается предусмотренное уголовным законом общественно опасное деяние (действие или бездействие), посягающее на советский общественный или государственный строй, социалистическую систему хозяйства, социалистическую собственность, личность, политические, трудовые, имущественные и другие права граждан, а равно иное, посягающее на социалистический правопорядок, общественно опасное деяние, предусмотренное уголовным законом». Как можно заметить, это определение претерпело значительные изменения по сравнению с предыдущими советскими Уголовными кодексами. Выделяется деяние как общее понятие для действия и бездействия; конкретизируются объекты преступления; исчезает отсылка на «переходный к коммунистическому строю период времени». Если последнее можно объяснить с точки зрения истории, которая расставила некоторые факты по своим местам, то остальные тенденции свидетельствуют о развитии советского уголовного права и, соответственно, уточнении дефиниции преступления. Общее понятие преступления, закреплённое в Основах, было воспроизведено во всех уголовных кодексах союзных республик, принятых в 1959—1961 годах. В Уголовном кодексе РСФСР 1960 года, например, даётся то же определение, лишь понятие «уголовный закон» заменено на более конкретное «Особенная часть настоящего Кодекса». Это легко объясняется тем, что Основы уголовного законодательства являлись модельным кодексом для всех республик Союза ССР.
Вводя в определение признак противоправности, законодатель тем самым исключил из уголовного права институт аналогии. Это является несомненным достоинством указанных уголовно-правовых актов. Наконец был положен конец спорам учёных относительно возможности применения института аналогии в рамках советской уголовно-правовой доктрины. Недостатком же этих правовых актов является отсутствия указания на виновность, которая возведена в настоящее время в ранг принципа уголовного права.
С момента вступления в силу УК РСФСР 1960 года не утихали споры по различным аспектам возможного его усовершенствования. В результате на протяжении более 30 лет его существования в документ было внесено множество различных дополнений и изменений как в Общую, так и в Особенную части.
Свидетельством напряжённой работы советских правоведов по совершенствованию Уголовного кодекса стала разработка теоретической модели Уголовного кодекса (общей части), а также Основ уголовного законодательства Союза ССР и республик 1991 года. Теоретическая модель после многочисленных обсуждений и изменений стала альтернативой действовавшим на тот момент Основам уголовного законодательства Союза ССР и союзных республик 1958 года. Основы уголовного законодательства союза ССР и республик же были приняты Верховным Советом СССР 2 июля 1991 года, с установлением срока вступления Основ в силу 1 июля 1992 года. К сожалению, распад СССР и образование СНГ помешали этому, и документ в силу никогда не вступил.
Статья 8 последнего документа давала точное формально-материальное, современное определение преступления: «Преступлением признается совершенное виновно общественно опасное деяние (действие или бездействие), запрещенное уголовным законом под угрозой наказания». Определение, данное в Теоретической модели Уголовного кодекса, имело лишь незначительные отличия. Почти без изменений это определение перекочевало и в современный Уголовный кодекс 1996 года.

## Споры о понятии преступления в УК 1996 года
До принятия Уголовного кодекса 1996 года не прекращались споры об определении понятия преступления. Часть учёных настаивали на формальном определении преступления, содержащее лишь признак противоправности, как это сделано во многих европейских странах. Они аргументировали это тем, что общественная опасность — «декларативный признак», «политизированное положение» и предлагали сосредоточиться на правовых характеристиках деяния, отказавшись от его социальной природы. Таких учёных было меньшинство. Дело в том, что такое понятие образует замкнутый круг: преступно то, что противоправно, а противоправно то, что преступно. Также недостатком данного определения является возможность считать преступлением любое деяние, которое хотя формально и является преступлением, в силу своей малозначительности, то есть отсутствия общественной опасности данного деяния, преступлением не является. Российские учёные понимали эти недостатки формального определения и поэтому не разделяли пристрастие к нему своих европейских коллег. Классическим примером формального определения преступления является определение, данное в ст.1 Уголовного кодекса Швеции: «преступлением является деяние, определяемое настоящим кодексом или статутом, за которое, как указано ниже, установлено наказание».
Некоторые учёные, наоборот, выступали за материальное определение преступления. Такое определение не указывает противоправность как признак преступления и содержит лишь указание на общественную опасность деяния. Такие определения, как отмечалось выше, содержались в Уголовных кодексах РСФСР 1922 и 1926 годов. Существенным недостатком таких определений является возможность применения закона по аналогии, то есть привлечения лица к уголовной ответственности за деяние, не предусмотренное уголовным законом. Сторонники такого подхода указывают на возможность с помощью такой дефиниции своеобразным образом восполнять пробелы в праве, проблемы и противоречия уголовного закона, особенно в период кризиса государственной власти, но на практике применение аналогии обычно оборачивается против людей, не совершавших преступлений, и является орудием произвола власти.
Большинство учёных выступило за так называемое формально-материальное определение преступления, сочетающее в себе черты как формального, так и материального определений, то есть указывающее в качестве обязательного признака преступления как его противоправность, так и общественную опасность. Такое определение и было включено в Уголовный кодекс Российской Федерации.
В процессе разработки данного документа был разработан ряд проектов УК. 13 октября 1992 года Президент РФ внёс проект в Верховный Совет, но этот проект не был допущен к рассмотрению Комитетом по законодательству и судебно-правовой реформе из-за несоответствий и пробелов.
Через два года был подготовлен альтернативный проект. Он активно обсуждался учёными-правоведами. Возникшие между ними разногласия привели к созданию ещё одного проекта, озаглавленного «Уголовное уложение России. Общая часть». Проект Уголовного кодекса 1994 года предлагал определять преступление как «запрещённое законом деяние (действие или бездействие), причиняющее вред или создающее угрозу причинения вреда личности, обществу или государству». В пояснительной записке были приведены следующие доводы в эту пользу: «Указание на „вред“ вместо „общественной опасности“ соответствуют намерению авторов отказаться от политических штаммов, а также подчеркнуть мысль, что уголовное право охраняет от преступлений не только общественные интересы, но и права и законные интересы каждого отдельного человека». В этом документе было дано формальное определение преступления. По этой и другим причинам он вызвал серьёзную и обоснованную критику. 
Конституция России, принятая в декабре 1993 года, оказало сильное воздействие на разработку Уголовного кодекса. В октябре 1994 года в Государственную Думу было внесено два проекта — президентский и депутатский. Была образована согласительная комиссия для объединения обоих проектов в один. В результате довольно продолжительной работы получившийся в итоге проект 24 мая 1996 года был принят Государственной Думой и 13 июня подписан Президентом. С 1 января 1997 года новый Уголовный кодекс вступил в силу.
В УК РФ 1996 года дана более совершенная характеристика уголовной противоправности, нежели в УК РСФСР 1960 года. В последнем уголовная противоправность представлялась как предусмотренность деяния уголовным законом. Однако в действующем тогда уголовном законодательстве (входившем в понятие «уголовный закон»), например, в Законе об уголовной ответственности за воинские преступления 1958 года, предусматривалось, что соответствующее деяние при смягчающих обстоятельствах влечёт применение мер не уголовного, но дисциплинарного характера. Соответственно, такое деяние нельзя признавать преступлением, так как оно в действительности является дисциплинарным проступком. Налицо коллизия норм уголовного и дисциплинарного законодательства. Эти недостатки устранены в Уголовном кодексе 1996 года.